# Stronnictwo Wielkiej Polski
Stronnictwo Wielkiej Polski – partia polityczna o charakterze narodowo-radykalnym, istniejąca w pierwszej połowie 1934.
Tworzenie ugrupowania rozpoczął we wrześniu 1933 Michał Howorka, były działacz Ruchu Młodych, który po delegalizacji OWP nie wstąpił do Stronnictwa Narodowego.
4 marca 1934 w Poznaniu odbył się zjazd 300 zwolenników Howorki, na którym powołano Stronnictwo Wielkiej Polski.
Było to pierwsze w Polsce ugrupowanie narodowo-radykalne i zrywające wspólnotę organizacyjną z innymi ugrupowaniami narodowymi. W szeregach organizacji działali m.in. Michał Howorka, Przemysław Warmiński, Stanisław Nycz i Edward Budniak. Przystąpiło do niego też działające od 1933 r. w Toruniu Stowarzyszenie Wielkiej Polski. 
Program polityczny ugrupowania zawarł Michał Howorka w broszurze "Walka o Wielką Polskę" (1934). W programie swoim, SWP głosiło m.in., iż stronnictwo opiera się na robotnikach i chłopach, nie obejmuje natomiast bogatych warstw społeczeństwa. "Nie żądajmy od klas posiadających – pisał Howorka – aby otwarcie i jasno stali w naszych szeregach, ale mamy zupełne prawo powiedzieć, że tych szkodników społecznych, którzy prawo własności nadużywają ze szkodą dla obozu narodowego mamy prawo zlikwidować i zlikwidujemy". W programie znalazły się elementy antyniemieckie, antysemickie, przeciwstawiające się ówczesnej dyktaturze sanacyjnej, masonerii, socjalistom i komunistom. 
SWP wprowadziło do programu nacjonalistycznego elementy rasistowskie. Do grupy mogli dołączać wyłącznie "Aryjczycy". Autorem rasistowskich koncepcji grupy był Bolesław Kwella, który uważał, że białe narody są predestynowane do rządzenia pozostałymi. W związku z radykalnymi poglądami odrzucano możliwość asymilacji Żydów. Zamiast tego proponowano, żeby ich wywłaszczyć, zamknąć w obozach koncentracyjnych i zmusić do wyjazdu. Jednocześnie nie dopuszczano możliwości mieszania się ras. Działacze próbowali łączyć rasizm z chrześcijaństwem, głosząc doktrynę "aryjskiego chrześcijaństwa. 
Nie ukrywano, że doktryna ugrupowania jest inspirowana nazizmem i faszyzmem włoski. Przychylnie patrzono także na imperialną Japonię. Adolf Hitler był dla SWP „pierwszym nowoczesnym pogromcą żydostwa”. Howorka doceniał to, że narodowy socjalizm narodził się w katolickiej Bawarii. W polityce zagranicznej postulowano sojusz z III Rzeszą i stworzenie "bloku aryjskiego". 
Organami prasowymi SWP były "Nowa Polska" i "Szczerbiec". W 1936 r. ideolog niedziałającej już SWP, Stanisław Nycz, założył miesięcznik "Gród i Wieś", gdzie pochwalano faszyzm włoski i niemiecki.
Stronnictwo Wielkiej Polski posiadało kilkanaście oddziałów na terenie ówczesnego powiatu poznańskiego, skupiających w sumie około 500 osób.
3 maja 1934 władze SWP podjęły decyzję o połączeniu z Obozem Narodowo-Radykalnym.